# Napoleonville
Napoleonville è una città della Louisiana (USA), capoluogo della Parrocchia di Assumption. Nel censimento del 2000 contava 686 abitanti.

## Geografia fisica
Napoleonville è situata a 29°56′16″N 91°01′36″W; occupa una superficie di 0,5 km²

## Storia
Nel 1807 la comunità di Napoleonville era chiamato "Canal" dal canale del Lago di Verret. La città deve il suo nome a un soldato che aveva fatto parte delle truppe di Napoleone Bonaparte . I primi insediamenti stabili nella regione furono da parte di coloni francesi, spagnoli , e anche isleño nealla metà del XVIII secolo . La città fu fondata ufficialmente il 11 marzo 1878.

## Amministrazione

### Gemellaggi
- Pontivy, dal 1989